# Fondazione Archivio Antonio Ligabue
La Fondazione Archivio Antonio Ligabue è un'istituzione senza scopo di lucro fondata a Parma nel 2017 avente come finalità la promozione dell'arte e della cultura puntando in particolare alla valorizzazione dell'immagine e dell'opera di Antonio Ligabue.

## Storia
La fondazione è nata nel 2017 ed è stata preceduta a lungo nelle sue attività, sin dal 1983, dal Centro Studi & Archivio Antonio Ligabue che aveva già organizzato mostre ed esposizioni.
La Fondazione Archivio Antonio Ligabue non va confusa con la Fondazione Museo Antonio Ligabue, che è nata nel 2014 per iniziativa del comune di Gualtieri.

## Attività
La Fondazione si occupa di valorizzare l'opera di Ligabue, promuovendone la conoscenza e curando esposizioni dedicate all'artista in Italia e all'estero, nonché autenticandone i lavori.
La Fondazione svolge anche attività di ricerca nell’ambito dell’arte contemporanea e organizza esposizioni di artisti italiani del Novecento diversi da Ligabue.
L'attività espositiva è affiancata e supportata da quella editoriale con la pubblicazione dei cataloghi delle mostre organizzate e di altri volumi di ricerca documentaria, come il Catalogo Generale di Antonio Ligabue pitture, sculture, disegni e incisioni, pubblicato nel gennaio 2020. L'opera, in tre tomi, cataloga l'intera produzione ad oggi conosciuta dell'artista (mille dipinti, centocinquantotto disegni, novantuno incisioni e settanta sculture, una tavolozza).

## Pubblicazioni
- Fondazione Archivio Antonio Ligabue (Parma), Ligabue: Catalogo Generale di Antonio Ligabue. Pitture, Sculture, Disegni e Incisioni, Parma, Augusto Agosta Tota, 2020, OCLC 1360394393.
- Fondazione Archivio Antonio Ligabue (Parma), Ligabue & Vitaloni: Dare voce alla natura, a cura di Vittorio Sgarbi, Marzio Dall'Acqua e Augusto Agosta Tota, Parma, Graphital edizioni, 2020, OCLC 1360392327.